# イスラエルの政党
イスラエルの政党（イスラエルのせいとう）として、この項目では現在イスラエルに存在する政党を示す。

## 概要
イスラエルの政治制度は、比例代表制を基礎とし、120議席のクネセト（立法府）に数多くの議員政党が存在する複数政党制である。
イスラエルの総選挙では、3.25%の得票数を超えなければ議席を採れないとする障壁がある（1949年から1992年までは投票の1%、1992年の選挙から2003年までは1.5%、2003年の選挙から2014年までは2%、2015年以降の選挙は3.25%）。一般にクネセトには多くの党派が存在している。例えば、2015年イスラエル総選挙では10の政党・同盟がこの障壁を超え、そのうち5つが10以上の議席を獲得した。障壁は全国政党名簿比例制と合わせて、一つの政党が多数派政府に必要な61議席を獲得することをほぼ不可能にしている。実際に、選挙で過半数の議席を獲得した政党はなく、1969年総選挙でマアラハ（労働党）が獲得した56議席が最大である（選挙結果が反映される1969年1月までの一時期、マアラハは議席の過半数を占めていた）。その結果、イスラエルで首相を輩出したのは3つの政党（またはその前身）しかないにもかかわらず、全ての政権が2つ以上の政党による連立で構成されていた。
小さな政党がキャスティング・ボート_(比喩)のような大きな影響力を持たないように、2014年に閾値が2%から3.25%に変更されて次の選挙(2015年)から適用されたが、実際には逆に小さな政党の影響力は大きくなった。また、限られた支持しかない過激派は穏健派と手を組んで議席を得ようとした。それにより穏健派が主導権を握ることが期待されたが、過激派に連合から離脱されると穏健派は困るので、過激派の発言力がより大きくなった。
2019年4月の第21回クネセト選挙では、36万6000票(全投票数の8.5%)が死票になっている。

## 現在の政党

### クネセトに議席を持つ政党
| 政党ないし政党連合 | 政党ないし政党連合                                             | 政党ないし政党連合                                             | 政党ないし政党連合                                             | イデオロギー                                             | シンボル     | 代表                         | 議席数 （2022年11月時点） |
| ------------------ | -------------------------------------------------------------- | -------------------------------------------------------------- | -------------------------------------------------------------- | -------------------------------------------------------- | ------------ | ---------------------------- | ------------------------- |
|                    | リクード(団結)                                                 | リクード(団結)                                                 | リクード(団結)                                                 | 保守主義 国民自由主義 右派ポピュリズム                   | מחל م‌ح‌ل‎      | ベンヤミン・ネタニヤフ       | 32 / 120                  |
|                    | イェシュ・アティッド(未来がある)                               | イェシュ・アティッド(未来がある)                               | イェシュ・アティッド(未来がある)                               | 自由主義 世俗主義                                        | פה ف‌ه‎        | ヤイル・ラピド               | 24 / 120                  |
|                    | シャス                                                         | シャス                                                         | シャス                                                         | 宗教的保守主義 セファルディム・ミズラヒム系政党 超正統派 | שס ش‌س‎        | アリエ・デライ               | 11 / 120                  |
|                    | 国民統一党(国民連合・ナショナルユニティ)                       |                                                                | イスラエル回復党(青と白イスラエルレジリエンス)                 | 自由主義 社会主義                                        | כן ك‌ن‎        | ベニー・ガンツ               | 8 / 120                   |
|                    | 国民宗教党宗教シオニズム(宗教シオニスト党)                     | 国民宗教党宗教シオニズム(宗教シオニスト党)                     | 国民宗教党宗教シオニズム(宗教シオニスト党)                     | 宗教的シオニズム                                         | ט ط‎          | ベザレル・スモトリッチ       | 7 / 120                   |
|                    | ユダヤ・トーラ連合(UTJ)                                        |                                                                | アグダート・イスラエル                                         | 宗教的保守主義 アシュケナジム系政党 超正統派             | ג ج‎          | モシェ・ガフニ               | 7 / 120                   |
|                    | ユダヤ・トーラ連合(UTJ)                                        | デゲル・ハトラー                                               |                                                                | 宗教的保守主義 アシュケナジム系政党 超正統派             | ג ج‎          | モシェ・ガフニ               | 7 / 120                   |
|                    | 強いイスラエル(現在の党名はユダヤの力・オツマ・イェフディット) | 強いイスラエル(現在の党名はユダヤの力・オツマ・イェフディット) | 強いイスラエル(現在の党名はユダヤの力・オツマ・イェフディット) | カハネ主義                                               | עוצמה יהודית | イタマル・ベン-グヴィル      | 6 / 120                   |
|                    | イスラエル我が家(イスラエル・ベイテヌ)                         | イスラエル我が家(イスラエル・ベイテヌ)                         | イスラエル我が家(イスラエル・ベイテヌ)                         | 民族主義 世俗主義 ロシア系政党                           | ל ل‎          | アヴィグドール・リーベルマン | 6 / 120                   |
|                    | 統一アラブリスト(ラアム)                                       | 統一アラブリスト(ラアム)                                       | 統一アラブリスト(ラアム)                                       | アラブ系政党 保守主義 イスラム主義                       | עם ع‌م‎        | マンスール・アッバース       | 5 / 120                   |
|                    | ハダシュ＝タール連合                                           |                                                                | ハダシュ (イスラエル共産党)                                    | アラブ系政党 二国家解決 世俗主義                         | ום و‌م‎        | アイマン・オデー             | 5 / 120                   |
|                    | ハダシュ＝タール連合                                           | タール                                                         |                                                                | アラブ系政党 二国家解決 世俗主義                         | ום و‌م‎        | アイマン・オデー             | 5 / 120                   |
|                    | 労働党(現在の党名は民主党)                                     | 労働党(現在の党名は民主党)                                     | 労働党(現在の党名は民主党)                                     | 社会民主主義 労働シオニズム                              | אמת أ‌م‌ت‎      | ヤイル・ゴラン               | 4 / 120                   |
|                    | 新たな希望(ニュー・ホープ)                                     | 新たな希望(ニュー・ホープ)                                     | 新たな希望(ニュー・ホープ)                                     | シオニズム                                               |              | ギドン・サール               | 4 / 120                   |
|                    | ノアム                                                         | ノアム                                                         | ノアム                                                         | 宗教的シオニズム、宗教的保守主義                         | נעם          | アヴィ・マオズ               | 1 / 120                   |

1. 1 2 3 4 5 6  右翼ブロックの一員。

### クネセトに議席を持たない政党
- カディマ党 - 首相でリクード党首のアリエル・シャロンが党内の反対を押し切ってガザ地区等撤退を強行したあと、離党して2005年に作った中道主義のシオニズム政党。労働党から離党して参加した議員もいた。イスラエルとパレスチナの共存(二国家解決)を掲げている。但し、建設された分離壁を国境とする案を唱えている。
- エレツ・イスラエル・シェラヌ
- シヌイ
- マーヴァク - マツペンから分裂。毛沢東主義
- ダアム - 1995年にイスラエル共産党から分離した新左翼。
- アレ・ヤロク - 大麻合法化、環境主義などを掲げる
- イスラエル海賊党

など多数

## 過去の政党
- カハ
- 国家統一党(ナショナルユニオン) - 複数の極右・宗教政党の集合体。「ユダヤの家」やナショナルユニオンTkuma(宗教シオニスト党)やイスラエル・ベイテイヌやオツマ・イェフディットに分裂した。
- マパイ - 労働党の前身。主要政党だった。
- ヘルート - リクードの前身
- マツペン - イスラエル共産党から分離した新左翼
- マパム - メレツの前身
- メレツ - 左派政党。2024年に労働党と合併して民主党(2024)になった。
- ヤミナ - 右翼の政党の連合
- ユダヤの家 -
- ハトヌア - リクードから分裂したカディマから2012年に分裂したツィッピー・リヴニの政党。労働党と「シオニスト連合」という政党連合を組んでいた時期がある。
- 新右翼(ニュー・ライト) - 2018年にユダヤの家から分裂したナフタリ・ベネットの政党。ヤミナを主導したあと、ユダヤの家に戻った。
- 国民宗教党・マフダル - 1956年設立。10議席程度を持つ政党だったが、2000年ごろから勢力が弱まった。宗教シオニスト党・ユダヤの家・ナショナルユニオン・ニュー・ライトの源流。
- クラヌ - 中道政党。ヨアヴ・ガラントの出身政党。